# Robert Mosbacher
Robert Mosbacher, né le 11 mars 1927 à Mount Vernon (New York) et mort le 24 janvier 2010 à Houston (Texas), est un homme politique américain. 
Membre du Parti républicain, il est secrétaire au Commerce entre 1989 et 1992 sous l'administration du président George H. W. Bush.

## Source
- (en) Cet article est partiellement ou en totalité issu de l’article de Wikipédia en anglais intitulé « Robert Mosbacher » (voir la liste des auteurs).